# Cryptotylus aeratus
Cryptotylus aeratus är en tvåvingeart som beskrevs av Philip och David Fairchild 1956. Cryptotylus aeratus ingår i släktet Cryptotylus och familjen bromsar. Inga underarter finns listade i Catalogue of Life.